# Maurizio Scudiero
Maurizio Scudiero (Rovereto, 1954) è uno storico dell'arte italiano.

## Biografia
Studia estetica con Dino Formaggio e storia dell'arte moderna con Mario De Micheli, laureandosi in architettura. Contribuisce negli anni ottanta alla rivalutazione dell'opera del pittore futurista Fortunato Depero sulla scia degli studi avviati da Bruno Passamani. È il principale studioso oltre che di Depero di Iras Baldessari. Ha curato sul Futurismo e su temi correlati oltre cento mostre in italia e all'estero, ed anche su altri specifici ambiti di interesse come la grafica d'avanguardia, la cartellonistica pubblicitaria, il comic americano e l'Aeropittura. È anche esperto della "Letteratura delle avanguardie", specie quelle dell'Est Europa. È stato membro del comitato scientifico della Wolfsonian FIU di Miami, corrispondente americana della Wolfsoniana di Genova, e consulente per il Futurismo presso la Yale University. Con la mostra presso il National Chiang Kai-Shek Memorial Hall di Taipei ha portato per la prima volta a Taiwan opere dei maggiori esponenti della pittura futurista, Umberto Boccioni, Giacomo Balla, Gino Severini e Carlo Carrà. Ha scritto per anni sulle pagine culturali de Il Giornale e su Arte di Mondadori. Ha all'attivo tra cataloghi di mostre e libri monografici oltre 200 pubblicazioni.
Con la morte di Enrico Crispolti, per pubblicazioni e attività espositiva, Scudiero è di fatto lo storico di riferimento per il Futurismo.

### Volumi (selezione ragionata)
- La strada come galleria. Manifesti pubblicitari 1904-1968, La Grafica, 2017
- R.M. Iras Baldessari. Opere dalla Collezione Poma, Fondazione Poma, 2016
- Qualcosa di immane. L'arte e la guerra (con M. Libardi e F. Orlandi), Silvy, 2012
- Annamaria Rossi Zen (monografia), Saturnia, 2012
- Scepi over Scepi, Bocca, 2011
- Depero, Giunti, 2009.
- Depero. L'Uomo e l'Artista,(monografia definitiva), Zandonai, 2009.
- Allievi artisti alla Scuola Reale Elisabettina di Rovereto, UCT, 2006.
- Flavio Zoner. Tipologie di astrazione, La Grafica, 2005.
- Paesaggi di Roberto Marcello "Iras" Baldessari, La Grafica, 2005.
- Carlo Ferrario. La tecnica della pittura ad olio e a pastello. Guida pratica per pittori e amatori d'arte, Liberty house, 2002
- Riccardo Schweizer. Opere 1936/2000, Curcu & Genovese, 2000.
- Gianni Bucher Schenker. Trent'anni di scultura, Viola Arte Moderna, 1998.
- Il Manifesto pubblicitario italiano da Dudovich a Depero (con G. Mughini), Nuove Arti Grafiche Ricordi, 1997.
- R.M. Baldessari. Catalogo Ragionato delle opere futuriste. 2° volume, L'Editore, 1996.
- F. Depero. Stoffe futuriste, Manfrini/UCT, 1995.
- Carlo Cainelli. Incisore e Pittore, PubliPrint, 1995.
- Depero. Istruzioni per l'uso, L'Editore, 1992.
- Diego Costa, Manfrini, 1992.
- Depero. Scritti e documenti editi ed inediti, Il Castello, 1992.
- Giorgio Wenter Marini. Pittura, Architettura, Grafica, L'Editore, 1991.
- Gambini Aeropittore Futurista, European Military Press, 1991
- Lyonel Feininger (con Lux Feininger e F. Degasperi), Il Castello, 1991
- R.M. Baldessari. Catalogo Ragionato delle opere futuriste, L'Editore, 1989.
- Depero. Casa d'Arte futurista, Cantini, Firenze, 1989.
- Depero per Campari, Fratelli Fabbri, 1988.
- Depero futurista & New York. Il Futurismo e l'Arte pubblicitaria (con D. Leiber), Longo, 1986.
- Futurismi postali, Longo, 1986.

### Cataloghi di mostre (selezione ragionata)
- Figure Ancestrali. Mostra di Arte Aborigena, Start, 2018.
- La Calle como Galeria. Afiches italiano 1899-1969, Museo de Arte Italiano Lima (Perù), 2018.
- Futurismo y Velocidad, Museo de Arte Italiano Lima (Perù), 2017.
- Lyonel Feininger, Madrid, Fundacion Juan March, 2016 (co-curatore).
- Depero futurista 1913-1950, Madrid, Fundacion Juan March, 2014 (co-curatore).
- Contaminazioni, Muzeul de Istorie Nationale, Costanta (Romania), 2014 (con A. D'Elia e G. Carpi).
- Dal Futurismo al Najs, passando per la Pop Art, mostra itinerante a Taormina e Firenze, 2012
- Masters of italian comics,  mostra itinerante a: Varsavia, Copenaghen, Berlino, Amsterdam, Monaco di Baviera, 2012
- Vanguardia aplicada(con M. Fontan, R. Hollis, B. Tonini), Madrid, Fundacion Juan March, 2012
- Salvo Pastorello. Via vai (con S. Orlandi, F. Anselmi, P. Mozzo), Venezia, La Biennale, Maretti ed., 2011
- Iras Baldessari. 77 Disegni, Studio 53 Arte, 2011
- Futurismo & Futuristi a Firenze, Firenze, Editrice D'Anna, 2011 (con A.M. Ruta)
- Futurismo. Dinamismo e Colore, Pescara, Fondazione Abruzzo, 2010
- Depero Futurysta, Palazzo Reale Varsavia, 2010.
- Tullio Crali. Mostra antologica (con M. De Grassi e R. Curci), Castello di Gorizia, 2009-10.
- Depero the futurist, Mostra itinerante in USA (San Francisco e Washington), 2009.
- Futurism, Chian Kai Shek Museum, Taipei (Taiwan), Media Sphera Communications, 2009.
- La Montagna incantata di Remo Wolf, Folgaria, La Grafica, 2009
- Continuità del Futurismo. Sud-Nord (con A.M. Ruta), Roma, MICRO, 2009
- Carte futuriste, Mostra itinerante presso vari musei a: Oslo, Monaco di Baviera, Bratislava, Kiel, Varsavia, Vilnius, 2009.
- Depero 50, Studio 53 Arte, 2009.
- Depero, collezione Fedrizzi, Electa, 2008.
- Baldessari e Depero. Futurismi a confronto (con M. Vanni), Forlì, Fondazione Zoli, Carlo Cambi Ed., 2008.
- Cirillo Grott. Pittura e Scultura, Trento, Torre Mirana, 2008.
- Davide Orler, San Pietroburgo, C&M Arte, 2007
- Gastòn Orellana, Galleria Dusatti, 2007
- Cinema e Fumetto, Mostra itinerante presso vari musei a: Mart Rovereto, Salisburgo, Karlsruhe, Carpi e Pordenone, 2006-07.
- I volti di Eva, Novi Ligure, La Grafica, 2005
- Il Sentimento della Montagna, Folgaria, La Grafica, 2005
- Pinot Gallizio, Studio 53 Arte, 2005.
- Paul Beel, Galleria Dusatti, 2005
- Riccardo Schweizer (con V. Sgarbi), Venezia, Techné, 2004
- Depero Futurista (Palazzo Bricherasio), Electa 2004.
- Oggi si vola! (con M. Cirulli e G. Alegy), Mostra per il centenario del Volo alla Mole Antonelliana di Torino, 2003.
- Bibendum. Il gesto del bere nell'Arte del '900 (con M. Cirulli), Predappio, Publicity & print Press, 2001.
- Marcello Dudovich. Eleganza italiana, Arezzo, Publicity & Print Press, 2003
- Arte Trentina del '900. 1975-2000, Trento, Palazzo Trentini, 2003.
- Wings of Italy, Intrepid Sea-Air-Space Museum New York, Publicity & Print Press, 2003
- Planespotting, (Estorick Collection of Modern Art, Londra, 2002 - R.J. Daley Civic Center, Chicago, 2002, Museo G. Caproni, 2003), Publicity & Print Press
- ...auch wir Maschinen, auch wir mechanisiert!... (...anche noi Macchine, anche noi meccanizzati!...),(con Ingo Bartsch), Dortmund, Museum fur Kunst und Kulturgeschichte, 2002.
- Roberto Marcello "Iras" Baldessari. Pittore e incisore, Trento, Palazzo Trentini, 2002.
- Arte Trentina del '900. 1950-1975, Trento, Palazzo Trentini, 2001.
- Giovanni Korompay. Dal futurismo all'astrattismo, Palazzo Libera di Villa Lagarina, 2001.
- Arte per il consenso (con M. Cirulli), Predappio, Publicity & print Press, 2001.
- Nespolo. Montaggio e smontaggio della realtà, Studio 53 Arte, 2000.
- Arte Trentina del '900. 1900-1950, Trento, Palazzo Trentini, 2000.
- Effetto Noir. Letteratura, Fumetto, Cinema, Mostra itinerante presso vari musei: Trento, Carpi e Torino, 2000.
- Trento Longaretti, Galleria Dusatti, 1999.
- Giuseppe Debiasi. Il sentimento della Natura. genius Loci e dintorni, Esplanade, Hannover, 1996.
- Masi Simonetti. Tra futuismo e astrattismo, Arte Fiera Bologna, 1995.
- Carlo Cainelli. 1896-1925, Firenze, Accademia delle Arti del Disegno, 1995.
- Majakovskij & Co. Libri dell'avanguardia russa, Edit Expo Pordenone, 1994.
- Pedro Cano. Architetture, Spazio Arte, 1993.
- Moggioli. Quaranta opere inedite, Galleria Il Cenecolo, 1992.
- Il Segno di Depero, mostra per il centenario in contemporanea a Bolzano, Trento e Rovereto, 1992.
- Umberto Boccioni, Romolo Romani, Adriana Bisi Fabbri (con Guido Ballo), Galleria Fonte d'Abisso, 1991.
- Futurismo Veneto (con C. Rebeschini), Padova, Palazzo del Monte, 1990.
- Depero futurista grafica e pubblicità, Bellinzona, 1989.
- Balla Depero. Ricostruzione futurista dell'Universo (con E. Crispolti), Galleria Fonte d'Abisso, 1989.
- Di Bosso futurista, Galleria Fonte d'Abisso, 1988.
- Depero e New York / Opere di Depero a Palazzo Grassi, Museo Depero, Longo, 1986.

| Controllo di autorità | VIAF (EN) 32122978 · ISNI (EN) 0000 0000 8111 4069 · SBN CFIV079805 · LCCN (EN) n85255336 · GND (DE) 132213389 · BNF (FR) cb16668669t (data) · J9U (EN, HE) 987007435903505171 |